# 柳沢真由美
柳沢 真由美（やなぎさわ まゆみ、7月8日 - ）は、日本の女性声優。東京都出身。東京俳優生活協同組合所属。

## 来歴・人物
俳協ボイスアクターズスタジオ13期生卒業後にデビュー。

## 出演
太字はメインキャラクター。

### テレビアニメ
1996年
- みどりのマキバオー（子供たち）

1999年
- THE ビッグオー（1999年 - 2000年、召使い、デパートの店員 他）
- ∀ガンダム（トニーニョ、看護婦B、女親衛隊員）

2000年
- キョロちゃん（雷の子供）
- ゲートキーパーズ（寮生A）
- 幻想魔伝 最遊記（俊瑛）
- サクラ大戦TV（市民）

2001年
- 機動天使エンジェリックレイヤー（林子のマネージャー 他）
- 超GALS!寿蘭（友人）
- 旋風の用心棒（荒鬼館の真紀、アライグマ（少年）、寛子のママ）
- Z.O.E Dolores, i（オペレーター）
- 逮捕しちゃうぞ SECOND SEASON（桃子）
- 地球防衛家族（警告の声）
- よばれてとびでて!アクビちゃん（眠田うつら、墨田マキコ）

2002年
- 犬夜叉（娘）
- OVERMANキングゲイナー（ナビゲーター）
- 東京アンダーグラウンド（秘書官）
- 東京ミュウミュウ（先生、レポーター）
- ペコラ（リトルチュー、ミスラッキー）

2003年
- カレイドスター（エレナ、ケイト、ハンナ、婦人、記者、秘書、メイの弟A、エマ）
- 最遊記RELOAD（聖羅、スチュワーデス）

2004年
- GIRLSブラボー（2004年 - 2005年、アスハ・ハレ・ナナカ） - 2シリーズ

2005年
- おくさまは女子高生（岩崎先生）

2006年
- シュヴァリエ 〜Le Chevalier D'Eon〜（ポンパドール夫人）
- Strawberry Panic（大崎先生）
- MUSASHI -GUN道-（デスペラード）

2007年
- ロケットガール（旭川さつき）

2009年
- 狼と香辛料II（アデーレ・コール）

2014年
- クロスアンジュ 天使と竜の輪舞（ヒルダの母）

2024年
- 狼と香辛料 MERCHANT MEETS THE WISE WOLF（アデーレ・コール）

### 劇場アニメ
- 機動戦士ガンダム 特別版（2000年、ジオン公国群衆）
- ヱヴァンゲリヲン新劇場版:序（2007年）
- ブレイク ブレイド（2010年、エルザ）

### OVA
1999年
- Weiß kreuz（アカネ）

2001年
- Z.O.E 2167 IDOLO（管制官）

2004年
- カレイドスター 新たなる翼 -EXTRA STAGE-「笑わない すごい お姫様」（ハンナ）

2005年
- カレイドスター Legend of phoenix 〜レイラ・ハミルトン物語〜（ハンナ）

2007年
- MURDER PRINCESS（フェネラ）

2009年
- TO（合成音、警報システム）

### ゲーム
- 羅媚斗（1997年）
- マーメイドの季節（2001年、武蔵野ひなた）
- 彼女の伝説、僕の石版。〜アミリオンの剣とともに〜（2003年、マッソー、ミローネ）
- michigan（2004年、ニーナ・ヴァルコフ、カーリー・グラハム）
- SDガンダムフォース 大決戦! 次元海賊デ・スカール!!（2004年、マグア族、ペスカ天狗）
- ソニックトゥーン 太古の秘宝（2014年、MAIA）

### ドラマCD
- 天使禁猟区 シリーズ（バービエル）

### ラジオドラマ
- TVアニメ「ビッグオーダー」後日談的オリジナルオーディオドラマ（奥さん）

### 吹き替え
- アイズ ワイド シャット
- 穴（フランキー〈キーラ・ナイトレイ〉）
- スー・チーのSEX&禅（幻姫/小翠）
- アンツ・イン・ザ・パンツ!
- ER緊急救命室シーズンXIII #4（ブリン〈エレイン・ヘンドリックス〉）
- インパクト・ポイント 狙われたビーチの妖精（ケリー〈メリッサ・ケラー〉）
- EX エックス（クロエ〈ブリジット・ウィルソン＝サンプラス〉）※DVD・ビデオ版
- オースティン・パワーズ ゴールドメンバー（フクミ〈ダイアン・ミゾタ〉）
- 君はどの星から来たの（ユン・ミヒョン〈カン・ジョンファ〉）
- 救命医ハンク セレブ診療ファイル（テス・プレモリー）
- クライムチアーズ（ダイアン〈メアリー・シェルトン〉）
- 恋する40DAYS
- 氷の接吻 ※ソフト版
- サマーリーグ（テンリー・パリッシュ〈ジェシカ・ビール〉）
- CSI:ニューヨーク7
- 女子高生チェーンソー（パーカー〈ブリタニー・モンゴメリー（現ステファニー・ノースラップ）〉）
- スーパーサイズ・ミー　アレクサンドラ・ジェイミーソン
- タイムトラベラー きのうから来た恋人（ソフィー〈カルメン・モア〉）
- 奪還 DAKKAN -アルカトラズ-（シックス〈ニア・ピープルズ〉）
- 沈黙の激突（ティア〈リサ・ラヴブランド〉）
- デューン/砂の惑星（アリア）
- 2001人の狂宴（キャット〈ジーナ・マリー・ヒーキン〉）
- ノートルダムの鐘II
- ノボケイン/局部麻酔の罠
- ハットしてキャット
- パワーレンジャー・イン・スペース（サイコイエロー）
- パワーレンジャー・ロスト・ギャラクシー（サイコイエロー）
- パニック・フライト（リサ・ライザート〈レイチェル・マクアダムス〉）
- ブラッド・ワーク ※ソフト版
- プルート・ナッシュ
- ペイチェック 消された記憶 ※テレビ朝日版
- ミーン・ガールズ（レジーナ・ジョージ〈レイチェル・マクアダムス〉）
- ミステリーツアー（ステイシー〈エレーナ・ライオンズ〉）
- M:i:III ※劇場公開版

### ナレーション
- 報道ステーション（テレビ朝日） - 水曜日・木曜日・金曜日担当
- 新堂本兄弟（フジテレビ） - ベストヒットたかみー・ゲスト紹介
- エチカの鏡（2009年1月25日、フジテレビ）
- わんにゃん茶館（NHK） - オーナー・アイラの声およびナレーション
- 道草〜クルマで気ままに（2009年 - 、テレビ東京）
- 超タイムショック→ザ・タイムショック（テレビ朝日）
- NHK BS1・NHK BSプレミアム スポット
- サタデーバリューフィーバー ナマエdeヨバレネーゼ〜知ってる!?私のMONO語り〜（日本テレビ）
- NNNドキュメント'10「約束の花 限界集落に咲くいのち」（2010年7月4日、日本テレビ）
- サキどり↑（NHK）
- シネマ☆チョップ! (ナレーション、東映チャンネル）
- 「アナと雪の女王」&アナ雪最新作!テレビ初放送「アナと雪の女王/家族の思い出」（2019年1月3日、テレビ朝日）
- EXITのアヤシイTV アチ〜の見つけました!（2022年4月16日 - 、テレビ北海道）